# Комплекс гірських порід
Ко́мплекс гірськи́х порі́д (рос. комплекс горных пород, англ. rocks complex, rocks association; нім. Gesteinskomplex) – 
- 1) Крупна асоціація гірських порід будь-якого віку або походження, в якій структурні взаємодії настільки складні, що породи не можуть бути розділені при картуванні. Наприклад, вулканічний, метаморфічний К.г.п.

- 2) Літостратиграфічна одиниця, яка відповідає потужним товщам, що сформувалися протягом одного еону.

Див. стратиграфічний комплекс.